# Hans-Rudolf Merz
Hans-Rudolf Merz (Herisau, 10 november 1942) is een Zwitsers politicus. Van 2004 tot oktober 2010 was hij minister van Financiën. In 2009 was hij tevens president van de Zwitserse Confederatie.
Merz is lid van de Vrijzinnig Democratische Partij.De Liberalen (FDP/PRD/PLR). Hij is een ondernemingsadviseur en woont in het kanton Appenzell Ausserrhoden.
Hij maakte van 10 december 2003 tot 31 oktober 2010 deel uit van de Zwitserse regering (Bondsraad). Hij leidde in die tijd het Departement van Financiën.
Hans-Rudolf Merz is een weinig controversiële persoonlijkheid. Zijn belangrijkste opgaven zijn het reduceren van het tekort van de bondshuishouding, de verdeling van de vrijgekomen gelden uit de verkoop van een deel van de goudvoorraad van Zwitserland, en vooral de beperking van het Zwitserse bankgeheim om tegemoet te komen aan de eisen van de belangrijkste industrielanden.
In 2008 was Hans-Rudolf Merz plaatsvervangend bondspresident. Merz werd op 20 september 2008 getroffen door een zware hartaanval en kreeg een meervoudige bypass, waardoor hij uitviel tot 3 november 2008. In 2009 was Merz bondspresident, een functie die jaarlijks onder de ministers rouleert. Merz reisde in die hoedanigheid in augustus 2009 naar Libië om excuses aan te bieden voor de arrestatie in Genève van de zoon van generaal Kadhafi in juli 2008. Sindsdien waren de olieleveranties gestaakt, handelscontracten opgezegd en twee Zwitsers in Libië gearresteerd. Merz kwam thuis met vage toezeggingen en kreeg de wind van voren voor zijn deemoedige houding. In de wandelgangen van de Verenigde Naties mocht hij in september de zaak van de twee Zwitsers kort bij Khadafi bepleiten.
Merz werd in november 2010 als minister van Financien opgevolgd door Eveline Widmer-Schlumpf (van de BDP). Zij was daarvoor minister van Justitie geweest. De plek van Merz in de Zwitserse regering werd ingenomen door Johann Schneider-Ammann, evenals Merz behorend tot de FDP/PRD/PLR. Schneider-Amman kreeg bij zijn toetreding tot de regering van Zwitserland de portefeuille van Economische Zaken toebedeeld.